# 黃體刺鰍
黃體刺鰍為輻鰭魚綱合鰓目刺鰍亞目刺鰍科的其中一種，分布於非洲坦干伊喀湖流域，體長可達27公分，棲息在沿岸水淺的水域，屬肉食性，可做為食用魚。